# Bradley Saunders
Bradley Saunders (Stockton-on-Tees, 1986. február 6. –) Európa-bajnok és világbajnoki bronzérmes brit ökölvívó.

## Eredményei
A 2007-es világbajnokságon kisváltósúlyban bronzérmet szerzett. Az elődöntőben az orosz Gennagyij Kovaljovtól szenvedett vereséget. Az Európa-bajnokságokon 2007-ben bronz-, 2009-ben aranyérmet nyert kisváltósúlyban.
A 2008-as pekingi olimpián a második fordulóban vereséget szenvedett a korábbi győztes Alexis Vastine-tól és kiesett.
2012 és 2017 között 14 profi mérkőzésből 13-at megnyert (tízet kiütéssel) és egyet elvesztett.